# تمامیت خود
تمامیت خود (به انگلیسی: Ego integrity) یکی از مفاهیم مورد نظر اریک اریکسون در توصیف هشت مرحلهٔ رشد روانی بود. این اصطلاحی بود که اریک اریکسون به آخرین مرحله از هشت مرحله رشد روانی-اجتماعی خود داد؛ و توسط او برای نشان دادن «عشق پسا خودشیفتگی به نفس انسانی» به عنوان تجربه‌ای که نظم جهانی و حس معنوی را منتقل می‌کند، استفاده شد.
یکپارچگی ایگو همچنین می‌تواند با توجه به رشد یک حس قابل اعتماد از خود، یک حس قابل اعتماد از دیگری و درک چگونگی تعامل آن سازه‌ها برای شکل دادن به تجربه شخص از واقعیت استفاده شود. همچنین به روشی که «عملکرد ترکیبی ایگو، اگرچه از اهمیت فراوانی برخوردار است، اما در معرض تعدادی اختلال قرار می‌گیرد».

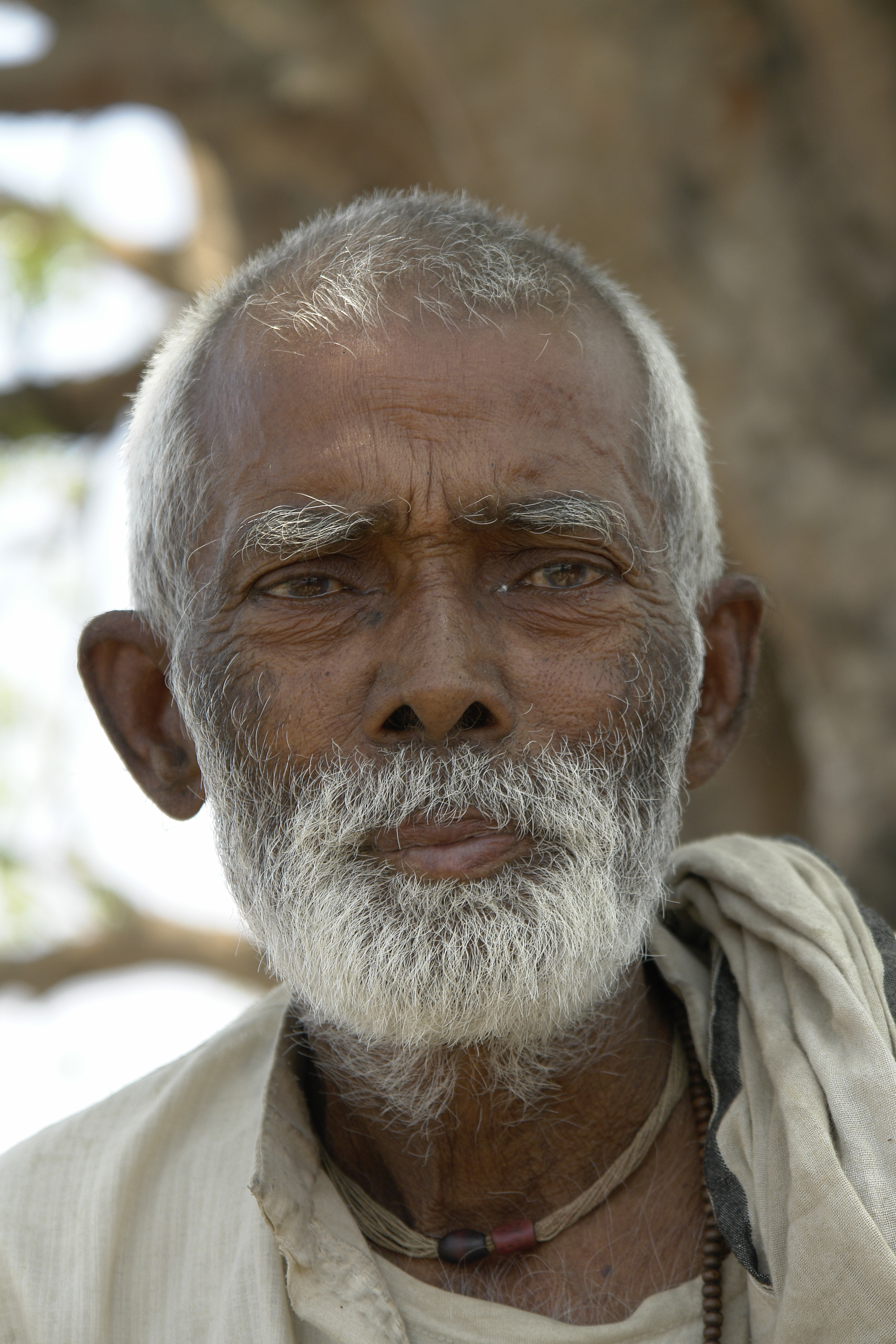
یکپارچگی نفس به فرد این امکان را می‌دهد که در دوران پیری با ناامیدی مبارزه کند

## فرمول اریکسون
اِریکسون نوشت که "من برای ثمره این هفت مرحله، کلمه ای بهتر از یکپارچگی نفس (تمامیت خود) نمی‌شناسم. اریکسون معتقد بود که «اگر نشاط ذهن با موهبت چشم پوشی مسئولانه ترکیب شود، برخی از افراد مسن می‌توانند مشکلات انسانی را به طور کامل تصور کنند؛ نمونه‌ای زنده از «بسته شدن» یک سبک زندگی». 
نُقطه مقابل یکپارچگی نفس، ناامیدی بود، که با ترس از مرگ نشان داده می شود: چرخه زندگی واحد و تنها به عنوان نهایی زندگی پذیرفته نمی شود. ناامیدی بیانگر این احساس است که اکنون زمان بسیار کوتاهی است برای امتحان راه های جایگزین برای یکپارچگی شخصیت و حرکت. 
«فرضیه اریکسون مبنی بر اینکه بلوغ شامل کار کردن از طریق تضاد بین صداقت و ناامیدی به خاطر دستاوردهای گذشته است» برخی از حمایت های تجربی را دریافت کرده است: در یک معیار، «حل و فصل مراحل زندگی گذشته بیشتر از سایر متغیرهای شخصیتی یکپارچگی نفس را پیش‌بینی می کند». 

### آنالوگ
گیل شی‌هی مَرحله بعدی «بزرگسالی دوم  (۶۵ تا ۸۵ سال)» را سن صداقت نامید. 
نهمین مرحله از مراحل توسعه نفس لووینگر «مرحله یکپارچگی» بود و یکپارچگی نفس در مقابل ناامیدی، احتمالاً نسخه اریکسون از مرحله یکپارچگی نفس است. 

## صداقت نفس
زیگموند فروید در نظریه ساختاری خود، ایگو را میانجی بین نهاد و فراخود و جهان بیرونی توصیف کرد. وظیفه ایگو یافتن تعادلی بین انگیزه های بدوی، اخلاقیات و واقعیت است، در حالی که هم زمان نهاد و فراخود را ارضا می کند. فرویدی‌ها ایگو را از «هسته‌های» جداگانه ای می‌دیدند: «من نهایی، با ادغام مصنوعی این هسته ها شکل می گیرد. و در حالات خاصی از رگرسیون ایگو، تقسیم ایگو به هسته های اصلی اش قابل مشاهده می شود». 
نگرانی اصلی ایگو امنیت است، در حالت ایده آل فقط اجازه می دهد که خواسته های نهاد بیان شود که پیامدهای آن حاشیه ای باشد. هنگامی که رفتار هویتی با واقعیت و یا با اخلاقیات، هنجارها و تابوهای جامعه یا درونی کردن این اخلاقیات، هنجارها و تابوها توسط فرد در تضاد و تعارض باشد، دفاع از نفس اغلب توسط خود به کار می‌رود. با این حال فروید خاطرنشان کرد که در مواجهه با تعارضات با فراخود یا نهاد، همیشه «این امکان برای ایگو وجود دارد که با تسلیم شدن به تجاوزات به وحدت خود و حتی شاید با ایجاد شکاف یا تقسیم خود از گسست اجتناب کند».  او در مقاله‌ای ناتمام و دیرهنگام بررسی کرد که چگونه گاهی اوقات «غریزه اجازه دارد رضایت خود را حفظ کند و احترام مناسب به واقعیت نشان داده می‌شود، به قیمت شکافی در نفس که هرگز بهبود نمی‌یابد. اما شکافتن نفس با گذشت زمان افزایش می‌یابد بنابراین این خط فکری را توسعه می‌دهد و در واقع می‌گوید که «در از هم پاشیدگی وحدت خیالی تشکیل‌شده توسط ایگو است که سوژه ماده دلالت نشانه‌های خود را می‌یابد». 
از دیدگاهی دیگر، نظریه روابط ابژه «برخورد با «دیگری» را که تمامیت نفس را تهدید می‌کند، مورد بررسی قرار داده است، مانند زمانی که شی مورد نظر فاقد «عملکرد مورد انتظار خود به‌عنوان «محفظه» تحریکات است. 
کلمه ego مستقیماً از یونانی گرفته شده است ، جایی که اسم ضمیر شخصی اول شخص مفرد است و برای بیان تاکید به "من خودم" ترجمه می شود - این ترجمه اصطلاح آلمانی فروید "Das Ich" است که در انگلیسی به این صورت است. "من".

## مراحل رشد شخصیت
اریک اریکسون یکی از محبوب‌ترین و تاثیرگذارترین نظریه های رشد را ارائه کرد. نظریه او بسیار تحت تاثیر کارهای زیگموند فروید بود، اما اریکسون به جای تاکید بر رشد روانی-جنسی، نگاهش معطوف به رشد روانی-اجتماعی بود.
نظریه رشد اریکسون از جامعیت بسیار خوبی برخوردار است که مراحل آن از تولد تا مرگ را دربرمی‌گیرد. نطریه اریکسون از ۸ مرحله تشکیل شده است که عبارت‌اند از:
مرحله ۱: اعتماد در مقابل بی اعتمادی (نوزادی از تولد تا ۱سالگی)
مرحله اول نظریه رشد روانی اجتماعی اریکسون بین تولد تا یک سالگی اتفاق می‌افتد و اساسی‌ترین مرحله رشد شخصیت در زندگی است. از آنجایی که یک نوزاد کاملاً وابسته است، ایجاد حس اعتماد در او بر اساس قابلیت اطمینان و کیفیت مراقبین کودک است.
در این مرحله از رشد، کودک برای همه چیزهایی که برای زنده ماندن نیاز دارد؛ از جمله غذا، عشق، گرما، ایمنی و پرورش، کاملاً به مراقبان بزرگسال خود وابسته است. اگر مراقبی نتواند مراقبت و محبت کافی را ارائه کند، کودک احساس می‌کند که نمی‌تواند به بزرگسالان زندگی خود اعتماد کند یا به آن‌ها وابسته باشد.
اگر مراقبان بتوانند با موفقیت اعتماد را در کودک شکل دهند، کودک در دنیا احساس امنیت و اعتماد می‌کند. در مقابل، مراقبانی که ناسازگار هستند و از نظر عاطفی در دسترس نیستند یا کودک را طر می‌کنند، احساس بی اعتمادی در کودکان تحت مراقبت خود را تقویت می‌کنند. از دیدگاه اریکسون، ناکامی در ایجاد اعتماد منجر به ترس و این باور در کودک می‌شود که جهان ناسازگار و غیرقابل پیش‌بینی است.
هیچ کودکی احساس اعتما یا شک ۱۰۰ درصدی را در خود ایجاد نمی‌کند. اریکسون معتقد بود که موفقیت مراقبان در این مرحله، منجر به تعادل بین دو طرف مقابل در کودک می‌شود. وقتی این اتفاق می‌افتد، بچه‌ها امید به دست می‌آورند، که اریکسون آن را به‌عنوان گشودگی برای تجربه توصیف می‌کند که با احتیاط از احتمال وجود خطر تعدیل می‌شود.
کار بعدی توسط محققانی از جمله جان باولبی و مری اینسورث اهمیت اعتماد را در ایجاد دلبستگی سالم در دوران کودکی و بزرگسالی نشان داده است؛ که در مقالات گذشته در رابطه با آن برایتان مطالبی را شرح دادیم.
مرحله ۲: خودمختاری در مقابل شرم و تردید (۱ تا ۳ سالگی)
مرحله دوم نظریه رشد روانی-اجتماعی اریکسون در اوایل دوران کودکی یعنی بین ۱ تا ۳ سالگی اتفاق می‌افتد و بر روی کودکان تمرکز دارد که حس کنترل شخصی بیشتری را در خود پرورش می دهند.
نقش استقلال
از دیدگاه اریکسون، در این مرحله از رشد، کودکان تازه شروع به کسب استقلال می‌کنند. آن‌ها به تنهایی شروع به انجام اقدامات اساسی کرده و تصمیمات ساده‌ای در مورد آنچه ترجیحشان است، می‌گیرند. والدین و مراقبان با اجازه دادن به بچه‌ها برای انتخاب و به دست آوردن کنترل، می‌توانند به آن‌ها در راستای رشد احساس استقلال‌شان کمک کنند.
موضوع اصلی در این مرحله از نظره اریکسون، این است که کودکان باید حس کنترل شخصی بر مهارت‌های فیزیکی و احساس استقلال را در خود پرورش دهند. آموزش نقش بسیار مهمی در کمک به کودکان برای ایجاد این احساس استقلال دارد.والدین نقش اول را برای القا این حس بازی میکنند.
اریکسون نیز مانند فروید معتقد بود که آموزش دستشویی رفتن بخشی حیاتی از این فرآیند است. با این حال، استدلال اریکسون کاملاً متفاوت از استدلال فروید بود. اریک اریکسون معتقد بود که یادگیری کنترل عملکردهای بدن منجر به احساس کنترل و احساس استقلال در کودک می‌شود. رویدادهای مهم دیگر شامل به دست آوردن کنترل بیشتر بر انتخاب غذا، ترجیحات اسباب بازی و انتخاب لباس است.
کودکانی که در تقلا هستند و به خاطر اتفاقاتی که خوب پیش نمی‌برند، شرمنده هستند؛ ممکن است بدون احساس کنترل شخصی بزرگ شوند. موفقیت در این مرحله از رشد روانی اجتماعی منجر به احساس استقلال شده؛ و شکست در این مرحله از دیدگاه اریکسون، منجر به احساس شرم و تردید در کودک می‌شود.
کودکانی که این مرحله را با موفقیت پشت سر می‌گذارنند، احساس امنیت و اعتماد به نفس کرده، در حالی که کودکانی که در این مرحله شکست می‌خورند؛ با احساس بی‌کفایتی و ترید به خود باقی می‌مانند. اریک اریکسون معتقد بود که دستیابی به تعادل بین خودمختاری و شرم و تردید منجر به اراده می‌شود، یعنی این باور که کودکان می‌توانند با قصد و اراده خودشان، در چارچوب عقل و محدودیت عمل کنند.

مرحله ۳: ابتکار عمل در مقابل احساس گناه (۳تا ۵ سالگی)
مرحله سوم رشد روانی اجتماعی اریکسون در سال‌های پیش دبستانی یعنی بین سنین ۳ تا ۵ سالگی۷ اتفاق می‌افتد. در این مرحله از رشد روانی اجتماعی اریکسون، کودکان شروع به اعمال قدرت و کنترل خود بر جهان از طریق هدایت بازی و سایر تعاملات اجتماعی می‌کنند.
کودکانی که در این مرحله موفق هستند، احساس می‌کنند قدرت و توانایی رهبری دیگران را دارند. کودکانی که موفق به کسب این مهارت‌ها نمی‌شوند؛ با احساس گناه، شک به خود و عدم ابتکار عمل مواجه می‌شوند.
موضوع اصلی مرحله سوم رشد روانی اجتماعی اریکسون این است که کودکان باید کنترل و قدرت خود را بر محیط اعمال کنند. موفقیت در این مرحله منجر به احساس هدفمند بودن در کودک می‌شود. کودکانی که سعی می‌کنند بیش از حد اعمال قدرت کنند، عدم تایید را تجربه کرده و در نتیجه احساس گناه می‌کنند. هنگامی که تعادل ایده آلی از ابتکار فردی و تمایل به کار با دیگران به دست آید، احساس هدفمند بودن در کودک ظاهر می‌شود.

مرحله ۴: سخت‌کوشی در مقابل حقارت (۶ تا ۱۱ سالگی)
چهارمین مرحله رشد در نظریه اریکسون در طول سال‌های اولیه مدرسه از سنین ۶ تا ۱۱ سالگی اتفاق می‌افتد. در این مرحله از رشد، کودکان از طریق تعاملات اجتماعی، شروع به ایجاد حس غرور نسبت به دستاوردها و توانایی‌های خود می‌کنند.
کودکان باید با خواسته‌های جدید اجتماعی و تحصیلی کنار بیایند. موفقیت منجر به احساس شایستگی در کودکان شده؛ این در حالی است که شکست منجر به احساس حقارت در آن‌ها می‌شود.
کودکانی که توسط والدین و معلمان تشویق می‌شوند، احساس شایستگی و باور به مهارت‌هایشان را در خود پرورش می‌دهند. در مقابل کودکانی که از والدین، معلمان یا همسالان تشویق اندکی دریافت می‌کنند یا اصلاً تشویق نمی شوند، در توانایی‌های خود برای موفقیت شک خواهند کرد.
یافتن موفقیت آمیز تعادل در این مرحله از رشد روانی اجتماعی اریکسون منجر به احساس شایستگی در کودک می‌شود، که در این حالت کودک به توانایی‌های خود برای انجام وظایفی که پیش رویش گذاشته شده است، باور دارد.
مرحله ۵: انسجام هویت در مقابل سردرگمی نقش (۱۲ تا ۱۸ سالگی)
مرحله ۵: انسجام هویت در مقابل سردرگمی نقش (۱۲ تا ۱۸ سالگی)
مرحله پنجم رشد در نظریه اریکسون، در طول سال‌های پرتلاطم نوجوانی یعنی ۱۲ تا ۱۸ سالگی اتفاق می‌افتد. این مرحله نقش اساسی در ایجاد حس هویت شخصی ایفا می‌کند که تا پایان عمر بر رفتار و رشد شخصیت فرد تأثیر می‌گذارد. نوجوانان نیاز به ایجاد حس هویت شخصی خود دارند. موفقیت در این مرحله باعث می‌شود فرد بتواند نسبت به خودش وفادار بماند؛ در حالی که شکست منجر به سردرگمی نقش و احساس ضعیف بودن می‌شود.
مرحله ۶: صمیمیت در مقابل انزوا (۱۸ تا ۳۵ سالگی)
مرحله ۶: صمیمیت در مقابل انزوا (۱۸ تا ۳۵ سالگی)
بزرگسالان جوان نیاز به ایجاد روابط صمیمی و محبت آمیز با افراد دیگر دارند. موفقیت در این مرحله از نظریه اریکسون منجر به روابط قوی فردی شده، در حالی که شکست در این مرحله، منجر به تنهایی و انزوا می‌شود. این مرحله دوره اوایل بزرگسالی یعنی ۱۸ تا ۳۵ سالگی را که افراد در حال بررسی روابط شخصی هستند، پوشش می‌دهد.
اریک اریکسون معتقد بود اینکه افراد روابط نزدیک و متعهدانه با افراد دیگر برقرار کنند، امری حیاتی است. کسانی که در این مرحله موفق هستند، روابط پایدار و ایمن خواهند داشت. به یاد داشته باشید که هر مرحله بر اساس مهارت‌های آموخته شده در مراحل قبلی بنا می‌شود. در دیدگاه اریکسون اعتقاد بر این است که احساس قوی هویت شخصی برای ایجاد روابط صمیمانه بسیار مهم است. مطالعات نشان داده‌اند که افرادی که احساس هویت فردی ضعیفی دارند، روابط متعهدانه کمتری دارند و بیشتر با انزوای عاطفی، تنهایی و افسردگی دست و پنجه نرم می‌کنند.
مرحله ۷: زایندگی در مقابل رکود (۳۵ تا ۵۰ سالگی)
مرحله ۷: زایندگی در مقابل رکود (۳۵ تا ۵۰ سالگی)
بزرگسالان نیاز به ایجاد یا پرورش چیزهایی دارند که بیشتر از آن‌ها ماندگار باشد، اغلب با بچه دار شدن یا ایجاد یک تغییر مثبت که به نفع دیگران باشد؛ اینکار را انجام می‌دهند. از دیدگاه اریکسون، موفقیت در این مرحله منجر به احساس سودمندی و موفقیت شده، در حالی که شکست منجر به درگیری فرد با جهان بیرونش می‌شود.
در دوران بزرگسالی، ما به ساختن زندگی خود ادامه داده و بر شغل و خانواده خود تمرکز می‌کنیم. کسانی که در این مرحله از مراحل رشد روانی اجتماعی اریکسون موفق هستند، احساس می‌کنند که با فعال بودن در خانه و جامعه خود به جهان کمک می‌نمایند. از دیدگاه اریکسون، مراقبت نیروی اساسی ناشی از زایندگی در بزرگسالی است. اریک اریکسون مراقبت را به صورت اهمیت دادن به دیگران تعریف کرد و باور داشت که در نیاز به آموزش دادن، نه تنها برای کمک به دیگران، بلکه برای تحقق بخشیدن به هویت، آشکار می‌شود.
مرحله ۸: انسجام خود در مقابل ناامیدی (۵۵ سالگی به بعد)
مرحله ۸: انسجام خود در مقابل ناامیدی (۵۵ سالگی به بعد)
مرحله نهایی نظریه رشد روانی اجتماعی اریکسون در دوران پیری یعنی در سال‌های ۵۵ سالگی به بعد اتفاق می‌افتد و بر بازتاب زندگی متمرکز است. در این مرحله از رشد شخصیت اریکسون، افراد به رویدادهای زندگی خود نگاه کرده و بر اساس کارهایی که تا امروز انجام داده یا نداده‌اند، تعیین می‌کنند که آیا از زندگی خود راضی یا پشیمان هستند.
نظریه رشد شخصیت اریکسون با بسیاری از نظریه‌های دیگر متفاوت بود؛ زیرا به رشد در تمام طول عمر، از جمله دوران پیری پرداخت. سالمندان باید به زندگی خود نگاه کرده و احساس رضایت کنند. موفقیت در این مرحله از نظریه اریکسون منجر به احساس خردمندی شده، در حالی که شکست منجر به پشیمانی، تلخی و ناامیدی می‌شود. در این مرحله افراد به زندگیشان نگاه کرده و اگر احساس کنند خوب زندگی کرده‌اند، احساس رضایت کرده و آماده هستند تا پایان زندگی‌شان را با احساس آرامش پشت سر بگذارند. کسانی که به گذشته نگاه کرده و فقط احساس پشیمانی می‌کنند، احساس پشیمانی تجربه کرده و فکر می‌کنند کارهایی که باید انجام میدادند را انجام نداده‌اند و پایان زندگیشان را با پشیمانی پشت سر می گذارند.

## روانشناسی رشد
در روانشناسی رشد، رشد انسان جریانی مرحله‌ای و پیوسته‌است: رشد پیوسته‌است ونه ناپیوسته. مراحلی که برای رشد اشاره می‌شود جدا از هم نیستند بلکه مانند یک خطی از یک نقطه شروع و بدون تمایز ادامه می‌یابد. تقسیم‌بندی دوره‌های مختلف زندگی بر اساس نوع دیدگاه و زمینه‌های مطالعاتی در رشد صورت می‌گیرد. به‌طور مثال پیاژه رشد (تحول شناختی) انسان را در چهار مرحله و تا پایان ۱۶ سالگی، اریکسون رشد روانی – اجتماعی انسان را از تولد تا پایان عمر و در ۸ مرحله مطرح می‌کند. به‌طور کلی و باتوجه به ویژگیهای مشترک و تکالیف یکسان انسان در دوره‌های مختلف سنی می‌توان رشد انسان را در ۹ مرحله یا دوره مطرح کرد: (سنینی که برای هر کدام از مراحل اشاره می‌شود صرفاً تقریبی است)
1. پیش از تولد انعقاد نطفه تا تولد
2. کودکی ۱، دو تا شش سالگی
3. کودکی ۲، شش تا دوازده سالگی
4. نوجوانی دوازده تا بیست سالگی
5. جوانی بیست تا سی و پنج سالگی
6. میانسالی سی و پنج تا پنجاه سالگی
7. پختگی پنجاه تا شصت و پنج سالگی
8. پیری شصت و پنج سالگی به بعد

رشد انسان دارای الگوهای قابل پیش‌بینی است. (الف- قانون سری – پایی ب- قانون مرکزی- پیرامونی) بر اساس قانون سری – پایی رشد انسان ابتدا از سر شروع و در نهایت در پا خاتمه می‌یابد. کودک تازه متولد یافته ابتدا در سر رشد می‌کند و بعد از رشد گردن می‌تواند سر خود را نگهدارد. وبعد از رشد عضلات شانه، شکم و کمر است که می‌تواند بخزد و بنشیند. آنگاه که رشد کافی در عضلات پا را کسب کرد قادر به ایستادن و سپس راه رفتن می‌شود.
1. تفاوتهای فردی در رشد: تنوع زیادی از نظر رشدی درمیان افراد وجود دارد. این اصل به مفهوم تفاوتهای فردی در میان انسان‌ها اشاره می‌کند. همچنانکه می‌دانیم ویژگیهای ژنتیکی هر انسان منحصر به فرد می‌باشد لذا هر فرد با توجه به همان ویژگیها و تأثیر محیط می‌تواند شکل واحدی در رشد داشته باشد با اینحال برای راحتی در تحقیقات و ارائه الگو به یک سطح در رشد اشاره می‌شود که ما باید در تعمیم دهی دچار خطا نشویم، و این نکته را در نطر بگیریم همیشه یک فرد دارای ویژگیهای مخصوص به خود می‌باشد اگر چه در خیلی از ویژگیها با گروه خود مشترک باشد.
2. نباید انتظار داشت تمام کودکان همسن، شیوه رفتار معینی داشته باشند.
3. تفاوتهای فردی، اعتبار و مسئولیت ویژه‌ای برای هر فرد ایجاد می‌کند و به او وجود مستقل می‌بخشد.
4. برای تربیت کودکان نمی‌توان از روش‌های مشابه استفاده کرد.
5. رشد انسان دارای ابعاد مختلف و فرایندی پیچیده‌است.
6. رشد جسمی و حرکتی
7. رشد روانی (شناختی، عاطفی، اجتماعی، اخلاقی)
8. دوره‌های حساس در رشد: تغییرات محیط بیشترین تأثیر کمی را زمانی بر ویژگی دارند که درحال سریعترین تغییر خود باشد و کم‌ترین تأثیر در ویژگی در زمان کمتر تغییر آن است. این اصل به مفهوم وجود دوره‌های حساس در زندگی اشاره دارد، مانند رشد قد در زیر یک سال و وجود امکانات محیطی از جمله تغذیه مناسب می‌تواند در افزایش آن تأثیر داشته باشد.
9. هرگونه وقفه‌ای که در تداوم رشد به‌وجود آید معمولاً به عوامل محیطی مربوط است:

رشد معمولاً با همان سرعتی که شروع شده پیش می‌رود. کودکانی که زود به حرف می‌آیند یا زود به راه می‌افتند معمولاً و احتمالاً در مقابل با کودکانی که دیر به حرف می‌آیند یا دیر به راه می‌افتند در بزرگسالی باهوش ترند.
۷. وراثت و محیط هردو در رشد تأثیر دارند. تحقیقات روانشناسان رشد نشان داده است که وراثت (آمادگیهای ارثی که از طریق ژن به فرزندان انتقال می‌یابد) و محیط (فراهم بودن امکانات لازم جهت افزایش توانمندی های کودک) می‌تواند در وضعیت آینده کودک تأثیر داشته باشد. که نظریه تمامیت خود اریکسون بر دوره پیری تاکید دارد. چگونه سالخوردگان می توانند از حداکثر توانایی های شناختی خود استفاده کنند؟
• طبق یک دیدگاه، سالخوردگانی که حداکثر عملکرد شناختی خود را حفظ می کنند از روش به حداکثر رساندن، همراه با جبران استفاده می کنند.
یعنی آن ها هدف های خود را محدود می کنند. فعالیت هایی را که برای آن ها ارزش دارند انتخاب می کنند و به این طریق از حداکثر انرژی خود استفاده می کنند.
ضمنا آن ها روش های جدیدی را برای جبران کردن ضعف های خود استفاده می کنند. مثلا یک فرد ۸۰ ساله که نوازنده ی پیانوست برای به حداکثر رساندن انرژی خود، گزینشی عمل می کند. به این صورت که قطعه های کمتری می نوازد و آن را بیشتر تمرین می کند. همچنین روش های جبرانی را ابداع می کند. مثلا قبل از قطعه ای سریع چند قطعه ی آهسته می نوازد و بعد قطعه ای سریع را می نوازد تا تفاوت سرعت در قطعه ها برای حضار بیشتر به نظر برسد.